# Las tentaciones de san Antonio Abad (el Bosco)
Las tentaciones de san Antonio Abad es un cuadro de Jheronimus Bosch, el Bosco, o de un seguidor del maestro flamenco, pintado al óleo sobre tabla de roble, con unas dimensiones de 73 centímetros de alto por 52 5 cm de ancho, rematado en medio punto. Pertenece a la colección del Museo del Prado de Madrid (España). 

## Historia
El tema de las tentaciones de san Antonio fue tratado por el Bosco y sus seguidores en diversas ocasiones, destacando el Tríptico de las Tentaciones de san Antonio del Museo Nacional de Arte Antigua de Lisboa. Otras dos versiones del mismo asunto, puertas de un tríptico procedentes del monasterio de El Escorial, se conservan también en el Museo del Prado, donde se catalogan como copias del Bosco, así como una tercera versión de formato horizontal, de la que se conoce al menos otra copia en el Rijksmuseum de Ámsterdam.
Propiedad de Juan de Benavides, marqués de Cortes, fue adquirido por Felipe II en la almoneda de sus bienes (1563) y depositado en el monasterio de El Escorial desde 1572 hasta pasar a formar parte de las colecciones del Museo del Prado en 1839. La atribución al Bosco ha sido cuestionada por los miembros del Bosch Research and Conservation Project (BRCP) para quienes se trataría de una «imitación libre dentro del espíritu del Bosco», pintada años después de su muerte, hacia 1530-1540. El estudio dendrocronológico indica, sin embargo, que la tabla pudo estar preparada para su utilización ya en 1462/1468, lo que, de aceptarse la cronología propuesta por el BRCP, supondría un periodo de almacenamiento excesivamente largo. Los estudios hechos en el Gabinete Técnico y en el Laboratorio del Museo del Prado con ocasión del 500 aniversario de la muerte del pintor, revelan que la pintura sufrió daños en el fondo y en la figura de san Antonio en fecha temprana, daños reparados todavía en Flandes y por mano distinta de la del Bosco. Más tarde, probablemente ya en el siglo XIX, se dio al cuadro formato rectangular, ampliando el paisaje, añadidos ocultados con ocasión de la exposición del quinto centenario. Tanto los pigmentos empleados como la preparación e imprimación de la tabla y la forma de aplicar la pintura en capas muy finas es semejante a lo que se encuentra en otras obras del Bosco. También, como se advierte en otras obras originales, se observan cambios entre el dibujo subyacente y la solución definitiva en la fase de aplicación del color.

## Análisis
En esta tabla el santo no queda distraído de sus meditaciones por los demonios que lo rodean, con las tentaciones simbolizadas de muchas maneras: el cuchillo mellado, escalas, el jarro del diablo, piezas de armadura, pequeños demonios-grillos. A su lado, aparece uno de sus atributos: un cerdito.
El santo está acurrucado, debajo de un árbol hueco al que le ha puesto un precario techo de paja. Delante, un arroyo del que surgen también figuras demoníacas. Se enmarca en un paisaje de tonos amarillentos y verdosos, con suaves azules hacia el horizonte. 
Es uno de los temas favoritos del Bosco: Antonio Abad aparece como el primer ermitaño que tuvo que resistir durísimos ataques del demonio, según describía la Vita S. Antonii de Atanasio y la Leyenda Áurea de Jacobo de la Vorágine.
En cuanto a las fuentes iconográficas de las que se pudo servir el Bosco, Combe apunta, por un lado, a las formas de contemplación que hay en los escritos místicos de Ruysbroeck, como el Espejo de la eterna salud y, por otro, a las litografías del Exercitium super Pater noster, en las que se pueden ver escenas de meditación al aire libre.